# جامعة كولورادو
جامعة كولورادو (CU)  هو نظام جامعات عامة في كولورادو يتكون من أربعة فروع: جامعة كولورادو بولدر، جامعة كولورادو كولورادو سبرينغز، جامعة كولورادو دنفر في وسط مدينة دنفر وفي حرم أنشوتس الطبي في أورورا . يحكمها مجلس الحكام المنتخبين المكون من تسعة أعضاء في جامعة كولورادو .

## الحرم الجامعي
- جامعة كولورادو بولدر (CU Boulder) هي الجامعة الرائدة في نظام جامعة كولورادو في بولدر، كولورادو. تأسست في عام 1876، تضم الجامعة أكثر من 33 000 طالب جامعي وخريج. [5] تقدم الكلية أكثر من 2500 دورة تدريبية في أكثر من 150 مجالًا للدراسة من خلال كلياتها ومدارسها التسع.
- تعد جامعة كولورادو كولورادو سبرينغز ( UCCS ) الأسرع نموًا في الجامعات الثلاثة حيث يبلغ عدد الطلاب الجامعيين والخريجين حوالي 12 000 طالب. تقدم 45 درجة البكالوريوس و 22 درجة الماجستير وخمسة برامج لدرجة الدكتوراه من خلال كلياتها الست. [6]
- تعد جامعة كولورادو دنفر ( CU Denver ) أكبر جامعة بحثية في كولورادو، حيث تجتذب أكثر من 420 مليون دولار في البحث سنويًا، وتمنح درجات ماجستير أكثر من أي مؤسسة أخرى في كولورادو. يوفر الحرم الجامعي مركزًا تعليميًا حضريًا مع الفنون والعلوم الليبرالية والبرامج المهنية في ثماني مدارس وكليات. تقع جامعة كولورادو دنفر في وسط مدينة دنفر وتُسجل أكثر من 15 000 طالب. جامعة كولورادو جنوب دنفر هي أحدث إضافة لنظام جامعة كولورادو، ويقع في لون تري. [7]
- يُعد الحرم الطبي لجامعة كولورادو أنشوتز ( CU Anschutz) في أورورا موطنًا لست مدارس مهنية في العلوم الصحية ومرافق البحث والرعاية السريرية الشاملة، بما في ذلك مستشفى كولورادو الجامعي ومستشفى الأطفال في كولورادو ومركز الصحة والعافية. لدى جامعة كولورادو أنشوتز أكثر من 4300 طالب. [8]

## خريجون متميزيون
- كوابينا كواكي أنتي [الإنجليزية]، سياسي غاني
- فيرنون لاتين [الإنجليزية] (مواليد 1938)، رئيس كلية بروكلين
- جوزيف س. مورفي [الإنجليزية] (1933-1998)، رئيس كلية كوينز، رئيس كلية بينينجتون، ومستشار جامعة مدينة نيويورك
- جيمس روب، أخصائي علم الأمراض، خبير في الفيروس التاجي

## روابط خارجية
- الموقع الرسمي